# Marcha Morelense
La Marcha Morelense es el himno no oficial del Estado de Morelos, en México. Fue creada por el Prof. Manuel León Díaz y cantada por los alumnos de las escuelas del estado cada lunes cuando rinden Homenaje a la bandera.

## Manuel León
Nació en el año de 1882. Fue un músico y compositor de sonatas, romanzas, zarzuelas, coros, orfeones, marchas, música para conjuntos de cuerda, orquesta, banda, etc. 
Autor de la Marcha Morelenses, considerada como el himno del estado. Dirigió la banda del estado y fue violonchelista en la Orquesta Sinfónica de México. 

## Letra
Su letra se compone de 4 estrofas.
MARCHA "MORELENSES"
ESTROFA 1
- Unidos como hermanos
- los hijos de Morelos,
- amemos nuestro estado
- con todo el corazón.

ESTROFA 2
- Hagamos que sea grande
- y siempre respetada,
- la parte más hermosa
- de nuestra gran nación.

ESTROFA 3
- Borremos de nuestra alma
- la lucha fratricida,
- que en tiempos no lejanos
- su suelo ensangrentó.

ESTROFA 4
- Ejemplo de grandeza
- de paz y de progreso,
- dejemos como herencia
- viviendo con honor.

- Datos: Q5996017